# Libnotes beardsleyi
Libnotes beardsleyi là một loài ruồi trong họ Limoniidae. Chúng phân bố ở miền Australasia.